# Erkrath-Unterfeldhaus

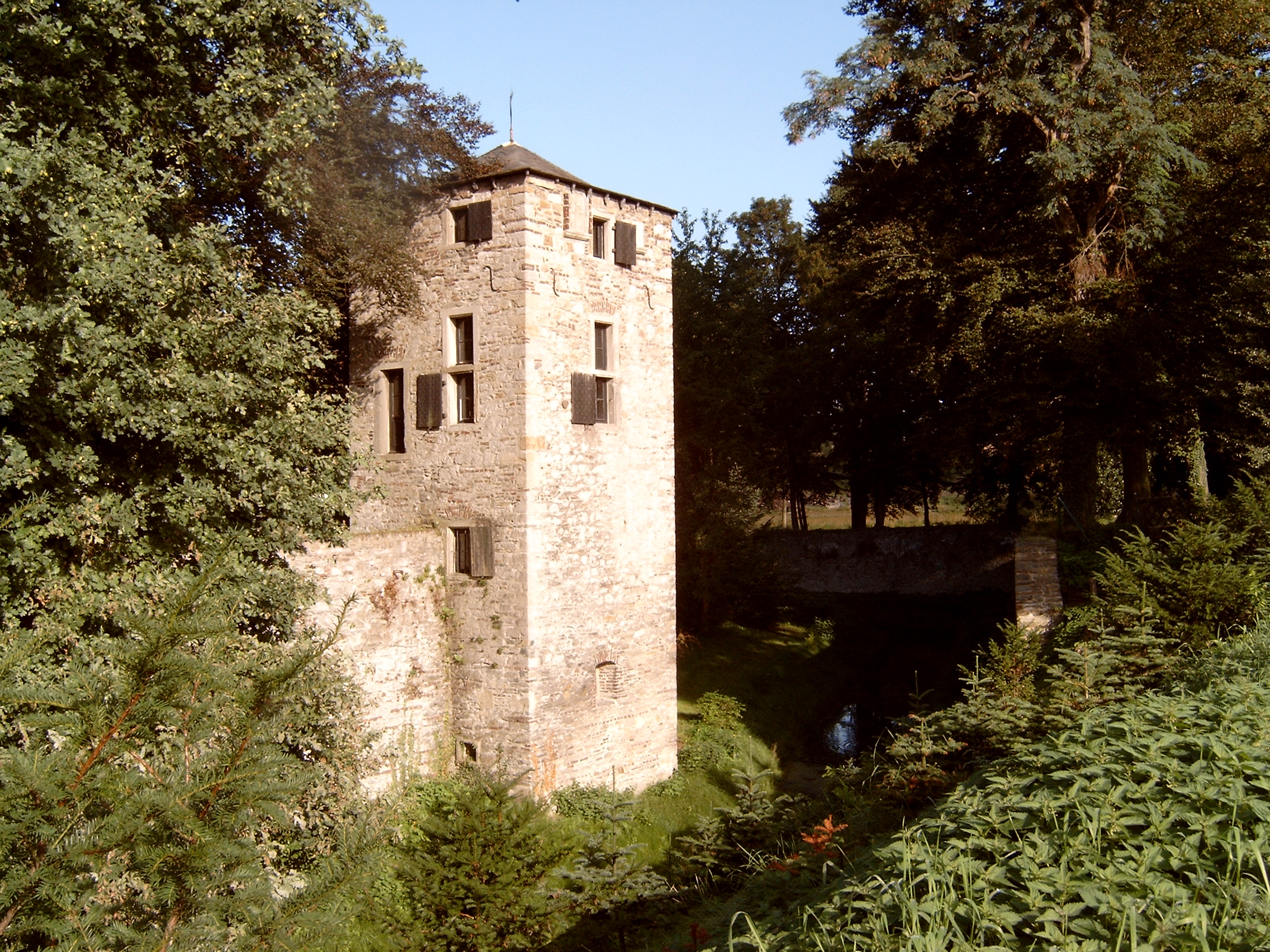
Rückseitiger Wachturm von Haus Unterbach

Unterfeldhaus ist der kleinste der drei Stadtteile Erkraths im Kreis Mettmann. Erst seit 1970 gibt es Unterfeldhaus in seiner heutigen Form. In Unterfeldhaus befindet sich das größte Industrie- und Gewerbegebiet Erkraths, welches an den Autobahnen 3 und 46 liegt. Der Stadtteil ist vorwiegend durch Einfamilien- und Reihenhäuser sowie durch Eigentumswohnungen geprägt und hat mit dem Neuenhausplatz ein kleinstädtisches Zentrum.

## Geschichte
→ Hauptartikel Erkrath
Ursprünglich gehörte die Flurfläche Unterfeldhaus (der Name leitet sich vom Hof Velthusen, erstmals erwähnt 1218, ab) zum Rittergut Haus Unterbach (erstmalige Erwähnung 1169). Dieses befindet sich heute aber nicht in Unterbach, sondern vis-à-vis auf der anderen Straßenseite in Unterfeldhaus.
Unterfeldhaus war bis 1975 Teil des Erkrather Stadtteils Unterbach, der im Zuge der kommunalen Neugliederung Nordrhein-Westfalens in die Stadt Düsseldorf eingegliedert wurde. Diese Trennung hatte keinen Einfluss auf das kulturelle und kirchliche Leben. Unterfeldhaus und Unterbach sind durch ein gemeinsames Vereins- und Karnevalsleben verbunden, welches bis nach Erkrath ausstrahlt. So ist der traditionelle Karnevalsumzug am Sonntag in Unterbach auch immer ein Umzug für die Erkrather Bürger, obwohl sich in Erkrath inzwischen ein eigenständiger Karnevalsumzug etabliert hat, der am Samstag der Vorwoche stattfindet. Des Weiteren besuchen Unterbacher Schüler die weiterführenden Schulen von Erkrath und der Sportverein SC Unterbach hat seine Heimspielstätte in Unterfeldhaus.
Am 12. Dezember 1944 landete der Kanadier Bertram E. W. Hall gegen 19:40 Uhr mit dem Fallschirm in der Nähe des Thieleshofs. Kurz zuvor war er aus einem schwer beschädigten und brennenden Avro-Lancaster-Bomber abgesprungen, der wenige Kilometer weiter im Wildpark in Düsseldorf abstürzte. Hall, der in dem Flugzeug lediglich leichte Verletzungen am Arm nach dem Beschuss eines deutschen Nachtjägers davontrug, wurde noch am gleichen Abend vom Hildener NSDAP-Ortsgruppenleiter Heinrich Thiele, dem Bruder des damaligen Hofbesitzers Christian Thiele, abgeholt und mit schweren Kopfverletzungen tot auf dem Hildener Hauptfriedhof abgegeben. Die genauen Todesumstände konnten nie geklärt werden.
Bis 1960 bestand Unterfeldhaus vornehmlich aus Ackerland, das zum größten Teil den Besitzern von Haus Unterbach gehörte. Bis 1970 hatten sich zu den wenigen Gehöften vereinzelte Häuser vornehmlich entlang des Millrather Weges gesellt, der ursprünglich den Verbindungsweg von Unterbach nach Millrath, heute Hochdahl, darstellte und seinerzeit noch entlang der heutigen Straßen Maiblümchen und Max-Planck-Straße führte. Dazu kamen einzelne Häuser in drei kurzen Nebenstraßenstummeln. Ansonsten entstand nahezu der gesamte Stadtteil in den folgenden fünf Jahren. Für diese Entwicklung stand der damalige Erkrather Stadtdirektor Albert Peters, weshalb Unterfeldhaus im Volksmund auch Petershausen genannt wurde.

## Öffentliche Einrichtungen

### Bildung
Die Stadt Erkrath betreibt in Unterfeldhaus eine Grundschule und einen Kindergarten.

### Religion
Die  römisch-katholische Kirche St. Mariä Himmelfahrt aus dem benachbarten Unterbach unterhält eine Filialkirche in Unterfeldhaus. Sie bildet zusammen mit St. Johannes der Täufer in Erkrath seit dem 1. Januar 2010 eine Seelsorgegemeinschaft im Dekanat Hilden, Kreisdekanat Mettmann des Erzbistums Köln. Das katholische Gemeindezentrum wird auch für Veranstaltungen und Gottesdienste von der evangelisch-lutherischen Kirche genutzt, seitdem diese ihre eigenen Räumlichkeiten in Unterfeldhaus aus finanziellen Gründen 2011 schließen musste. Auch die Evangelisch-Freikirchliche Gemeinde betreibt im Stadtteil einen Raum.